# Enzian (Spirituose)

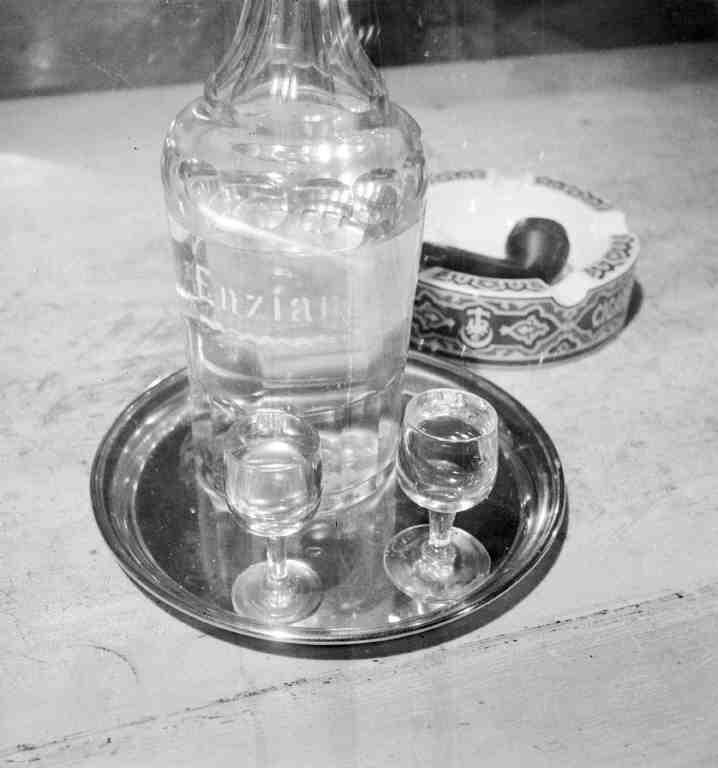
Enzianschnaps, 1932

Der Enzian ist eine aus dem Alpenraum stammende Spirituose. Dem sehr aromatisch-bitteren Wurzelbrand werden diverse positive Wirkungen auf die Gesundheit zugeschrieben, insbesondere ist er ein Digestif (Verdauungsschnaps).
In Tirol ist er registriertes traditionelles Lebensmittel. 2013 würdigte die UNESCO das regionale „Wissen um die Standorte, das Ernten und das Verarbeiten“ im Paznaun als immaterielles Kulturerbe.

## Herstellung

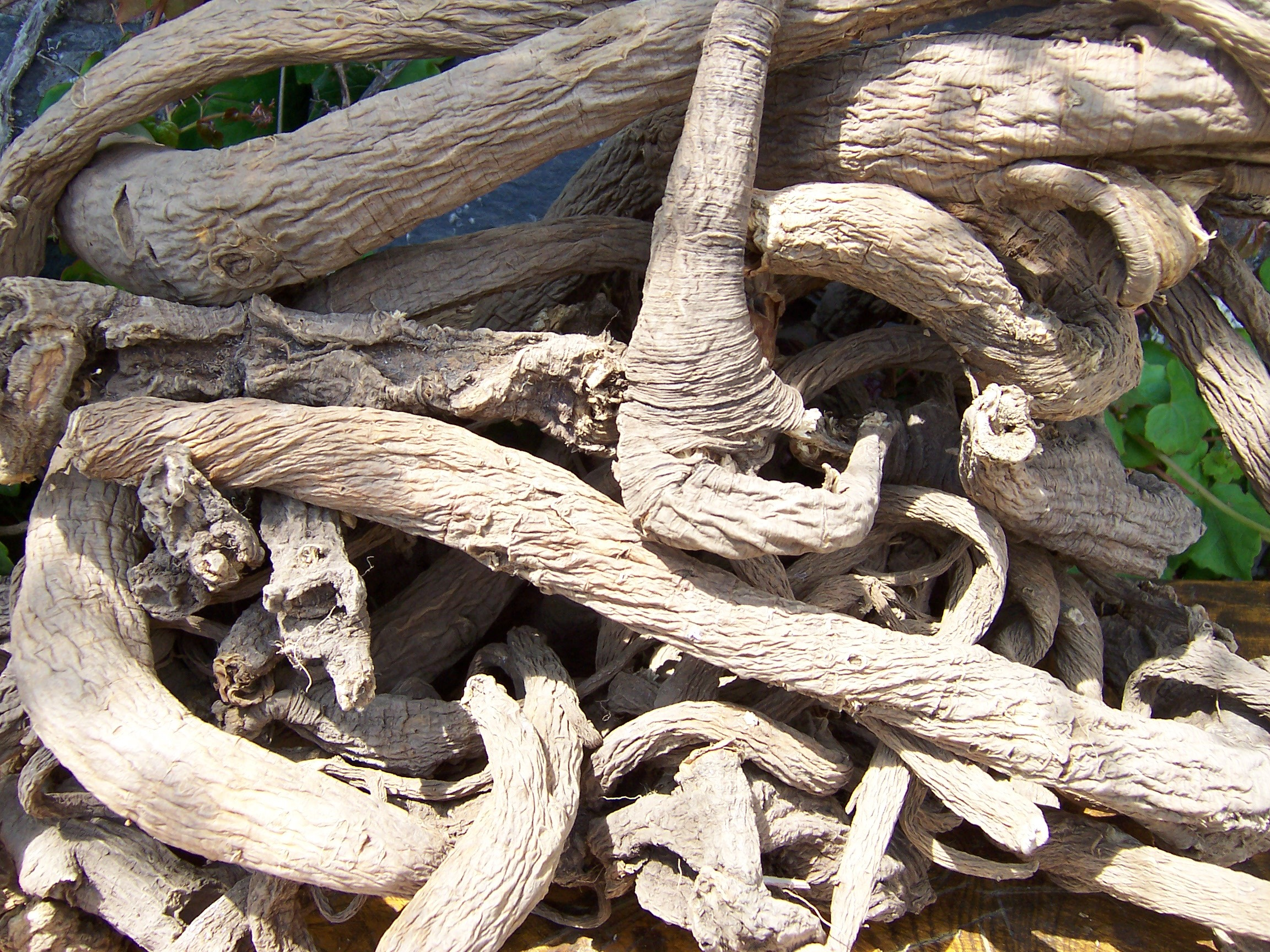
Getrocknete Wurzeln des Gelben Enzians

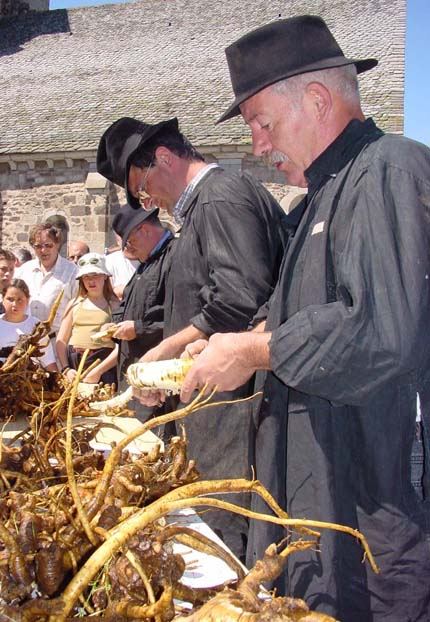
Verkauf von Enzianwurzeln in Frankreich, 2002

Entgegen landläufiger Meinung (meist durch die Abbildungen auf den Etiketten noch unterstützt) wird diese Spirituose nicht aus der Blüte der blauen Enziane, sondern aus der „Wurzel“ (botanisch korrekt: dem Rhizom) des wesentlich größeren und daher ergiebigeren Gelben Enzians (Gentiana lutea) gebrannt. In geringerer Menge werden auch die Wurzeln des Purpur-Enzians (Gentiana purpurea), des Ostalpen-Enzians (Pannonischer oder Ungarischer Enzian, Gentiana pannonica) und des Tüpfel-Enzians (Punktierter Enzian, Gentiana punctata) verwendet. Der Gelbe Enzian ist derjenige der Kalkalpen, der Tüpfel-Enzian steht nur im Kristallin der westlichen Alpen bis Tirol, Purpur-Enzian bevorzugt ebenfalls kalkfreie Böden, der Ostalpen-Enzian ist kalk-unspezifisch, letztere beide teilen sich die Verbreitung ab der Westschweiz. Daher ist die für den Schnaps verwendete Sorte – zumindest in der traditionellen Herstellung – eine Frage der Herkunft. Sie werden auch Hochstauden-Enziane genannt, weil sie alle bis über einen Meter hoch werden können.
Auf die eine oder andere Weise sind alle zur Brennerei geeigneten Enzian-Arten streng geschützt. Die Standorte wurden früher meist geheim gehalten. Außerdem sind sie leicht mit dem hochgiftigen Germer zu verwechseln, die Wildsammlung erfordert Erfahrung. Die Entnahme der Wurzeln (Enzianstechen) aus der Natur ist heute mengenmäßig stark reglementiert. Daher werden für die Spirituosenherstellung oft gezielt angebaute Pflanzen verwendet, wobei einzig der Gelbe Enzian, der die meisten Bitterstoffe enthält, in nennenswertem Umfang kultiviert wird.
Auf dem Feldberg im Schwarzwald hat er sich inzwischen jedoch so stark vermehrt, dass einmal im Jahr mit Hilfe des Bergwaldprojektes ein Drittel der Pflanzen entfernt werden. Die Wurzeln erhält ein örtlicher Brenner zur Verarbeitung. Der Feldberg wird beweidet und die Rinder verschmähen den Gelben Enzian wegen des bitteren Geschmacks seiner voluminösen oberirdischen Triebe. Damit verdrängt er andere Futterpflanzen und hat sich auf dem dortigen ausgedehnten Offenland zu einer Plage entwickelt mit bereits über einer Million Exemplaren.
Enzianschnaps ist ein Wurzelbrand, denn er wird aus der Maische der kleingehackten Wurzeln destilliert.
Der Mindestalkoholgehalt eines Enzianschnapses beträgt 37,5 Volumenprozent. Um 1 Liter zu erzeugen, benötigt man etwa 60 bis 70 Wurzelstöcke.

### Geschichte

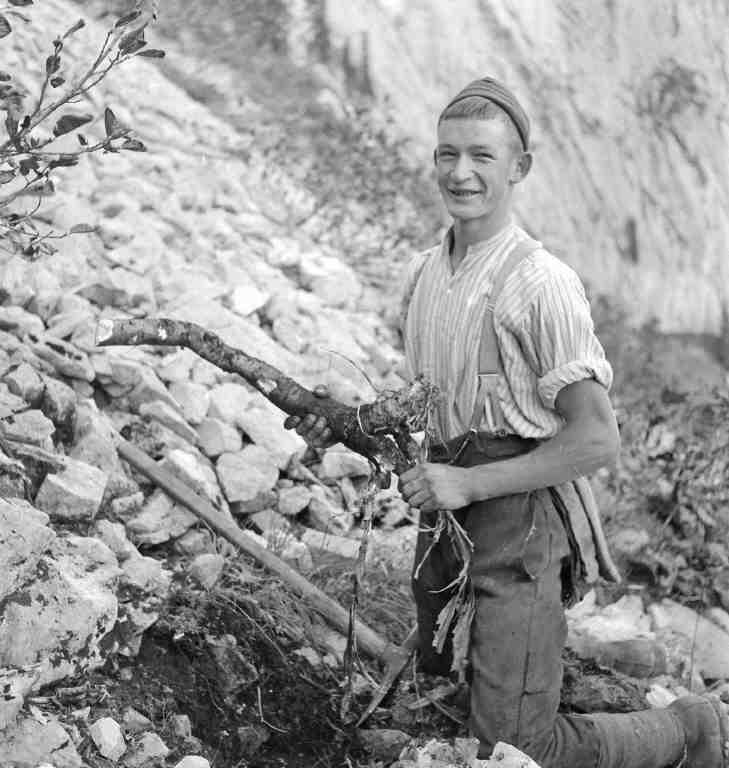
Sammeln von Wurzeln in den Schweizer Alpen, 1932

Der Enzian gehört sicherlich zu den alten Heilpflanzen (erste nachweisliche Erwähnung in de Materia Medica von Dioskurides, 1. Jh. nach Chr.). Die Herstellung von Enzianschnaps dürfte bis in das Hochmittelalter zurückgehen und ist ab dem 17. Jahrhundert sowohl im klösterlichen als auch im bäuerlichen Bereich nachweislich. Ihre Hochblüte erlebte die Brennerei von etwa 1650 bis 1800, das Enzianstechen wurde damit aber eine ernste Bedrohung für den Bestand (Enziane brauchen bis zu acht Jahre bis zur ersten Blüte). Schon in dieser Zeit finden sich Verbote und Reglementierungen, so wurde beispielsweise in Tirol 1694 für Unterinntal und Wipptal, 1700 für das ganze Land das Stechen und Schnapsherstellen untersagt, wegen der grassierenden Schwarzbrennerei aber 1747 durch Grab-Lizenzen und Abgaben geregelt. Seit den 1960ern greifen zunehmend auch die jeweiligen Naturschutzgesetze, die die Enziane als Leit- und Symbolpflanzen der Alpen unter besonderen Schutz stellten.
Ein Rapport de la Section de physique à la Société vaudoise d’Emulation von 1805 erwähnt, dass „im Pays d’Enhaut romand das geistige Getränk als Medikament verwendet wird, während die Bewohner von Gessenay (Saanen) und Siebenthal (Simmental) es als ein Getränk verwenden.“
Eine mittelständische Brennerei produziert durch die aufwändige Ernte in der Regel nur 100 bis 300 Liter pro Jahr. Preislich liegt Enzianschnaps deutlich über Obstbrand.

### Verwendung
Wie auch andere Schnäpse wird Enzianbrand insbesondere als Verdauungsschnaps verwendet. Volksmedizinisch empfohlen wird der Enzianbrand bei Magenschwäche, Sodbrennen, vermehrtem Salzsäuregehalt im Magensaft, Appetitlosigkeit und zur Anregung der Verdauung und Gallentätigkeit. Enzianwurzeln gelten als die Gallensaftproduktion fördernd, magen- und allgemein stärkend, entzündungshemmend, antiseptisch, fiebersenkend und kühlend, menstruationsfördernd und als wirksam bei Wurmbefall. Enzianbrand enthält ätherische Öle, aber keine Bitterstoffe, da diese nicht ins Destillat übergehen. In alkoholischen Enzianwurzel-Auszügen (z. B. Magenbitter, Kräuterlikör) sind dagegen Bitterstoffe enthalten. Bitterstoffe unterstützen die durch Sinnesreize ausgelöste und das Großhirn vermittelte Phase der Magensaftsekretion (cephale Phase). Es resultieren eine Anregung des Appetits, Verbesserung der Verdauung im Magen und der nachfolgenden Verdauungsvorgänge sowie eine Anregung der Pankreas- und Gallensaftausschüttung.
Traditionell hergestellte Enzianschnäpse aus Naturernte werden wegen der Intensität des Geschmacks und des hohen Preises oft verdünnt angeboten.

## Regionales

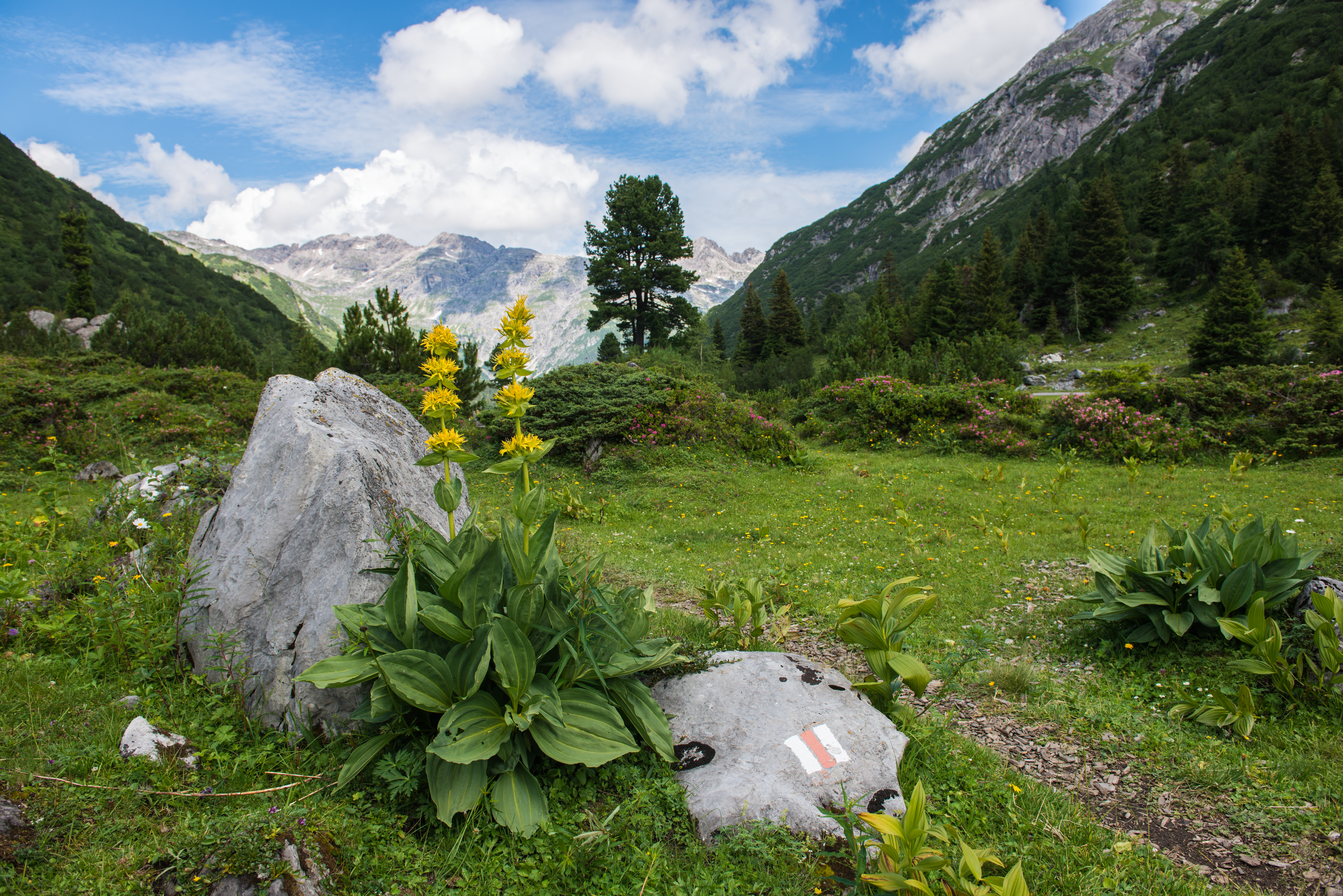
Wildwachsender, geschützter Gelber Enzian

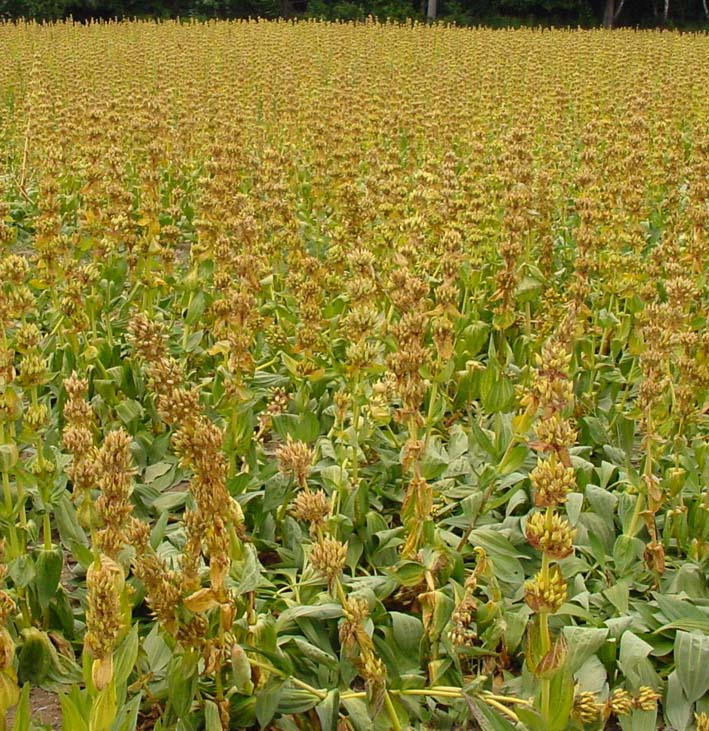
Feld mit Gelbem Enzian in Frankreich mit bereits reifen Fruchtständen

### Deutschland
Die älteste Enzianbrennerei Deutschlands ist die Enzianbrennerei Grassl in Berchtesgaden, deren Geschichte sich bis 1602 zurückverfolgen lässt.

### Österreich
In Tirol wird der Enzner traditionell sowohl aus den Wurzeln des Gelben Enzians als auch aus jenen des Punktierten Enzians gebrannt. Er wurde für dieses Bundesland in das Register der Traditionellen Lebensmittel übernommen und ist damit bei der Weltorganisation für geistiges Eigentum registriertes Allgemeingut.
Eine Besonderheit stellt die Enzianstecherei im Paznaun dar. In Galtür werden, seit nach 1747 durch die landesfürstliche Kammer Konzessionen erteilt wurden, per Losentscheid am Galtürer Kirchtag im September dreizehn Familien der Gemeinde ausgewählt, die an der Ernte teilnehmen dürfen. Diese sind die folgenden drei Jahre für die Verlosung gesperrt, und andere Familien kommen zum Zug. Es gibt nur ein etwa 17.000 ha großes Bestandsareal des Tüpfel-Enzians, das beerntet werden darf, und ausschließlich am 1. Oktober. Dabei dürfen pro Familie 100 kg Wurzeln gestochen („geklabt“) werden. Diese Reglementierung macht den Galtürer Enzianbrand (Enzner) zu einer begehrten Spezialität, die durchwegs nicht verkäuflich ist. Das Wissen um die Standorte und die Erntetechnik wird mündlich innerhalb der Familien tradiert. Im November 2013 nahm die Österreichische UNESCO-Kommission dieses Brauchtum um die Verarbeitungstechniken als „Wissen um die Standorte, das Ernten und das Verarbeiten des punktierten Enzians“ in das Verzeichnis des nationalen immateriellen Kulturerbes in Österreich auf, in der Sparte „Wissen und Praktiken im Umgang mit der Natur“. Zweck dieser Ausweisung ist die Erhaltung als lebendige und nachhaltige Kulturtradition. Im Alpinarium Galtür gibt es seit 2005 eine Dauerausstellung zur Thematik.

### Schweiz
In der Schweiz genießt der Enzianschnaps (eau-de-vie de gentiane) noch keinen allgemeinen rechtlichen Schutz. Der Enzianschnaps wurde aber vom Verein Kulinarisches Erbe der Schweiz registriert, und zwar besonders für die Regionen Massif jurassien und Préalpes (Kantone Jura, Neuchâtel, Vaud, Valais), wo speziell der Gelbe Enzian genutzt wird. Der früheste Nachweis von 1796 stammt aus Neuenburg NE. Ein besonderes Zentrum dürfte das Vallée de Joux gewesen sein.

## Filme
- Kräuterwelten der Alpen. Dokumentarfilm, Deutschland, 2016, 44:33 Min., Buch und Regie: Bärbel Jäcks, Produktion: Filmquadrat.dok, MDR, SWR, arte, Ushuaïa TV, Reihe: Kräuterwelten, Erstsendung: 19. Januar 2017 bei arte, Inhaltsangabe von MDR, online-Video von ARD aufrufbar bis zum 29. Oktober 2022. Ab 1:00 Min. – 8:00 Min.: Der Wurzngraber Hubert „Hubsi“ Ilsanker beim Ausgraben der Enzianwurzeln und Schnapsbrennen.
- Der Schnapsbrenner vom Funtensee. Dokumentarfilm, Deutschland, 2010, 29:21 Min., Buch und Regie: Sven Ihden, Produktion: Lavafilm, SWR, Reihe: Schlaglicht, Erstsendung: 2. Juni 2011 bei Das Erste, Inhaltsangabe von ARD, online-Video.
- Der Enzian – Geschichten um eine Pflanze. Dokumentarfilm, Deutschland, 2003, 40 Min., Buch und Regie: Gábor Toldy, Produktion: Bayerischer Rundfunk, Sendung: 15. März 2011 bei BR-alpha, Inhaltsangabe von ARD.

## Rechtsquellen
1. 1 2  Verordnung (EG) Nr. 110/2008 des Europäischen Parlaments und des Rates vom 15. Januar 2008. Anhang II, 18. Enzian (i.d.g.F. EUR-Lex).
2. ↑  Verordnung des EDI (Eidgenössisches Departement des Innern) über alkoholische Getränke SR 817.022.110, vom 29. November 2013, Anhang 8 Mindestalkoholgehalt von Spirituosen (zu Art. 55; i.d.g.F. online, admin.ch).